# Lars Johan Hierta
Lars Johan Hierta (22. ledna 1801 – 20. listopadu 1872) byl švédský novinář, vydavatel, sociální kritik, podnikatel a politik. Během 19. století patřil ve Švédsku k hlavním podporovatelům politických a sociálních reforem. Někdy bývá označován jako otec švédského svobodného tisku. V roce 1830 založil list Aftonbladet.